# Christa Meiborg
Christa Meiborg ist eine deutsche Prähistorikerin sowie Mittelalterarchäologin.

## Leben und Leistungen
Christa Meiborg studierte von 1980 bis 1982 Ur- und Frühgeschichte an der Universität Münster und von 1982 bis 1989 an der Universität Marburg. Sie schloss das Studium mit einer Masterarbeit zum Thema Die Burg Weißenstein bei Marburg-Wehrda ab. Ihre Dissertation Die Funde der Urnenfelder- und Hallstattzeit aus Kelheim (Niederbayern) reichte sie 1992 ein und wurde promoviert. Sie leitet als Bezirksarchäologin die Außenstelle Marburg von hessenARCHÄOLOGIE und ist Leiterin der hessischen Mittelalter- und Neuzeitarchäologie. Sie ist eine der vier hessischen Vertreter und Vertreterinnen im Verband der Landesarchäologien.
Meiborg ist Fachfrau für die Mittelalterarchäologie mit einem Schwerpunkt bei der Keramik- und Burgenforschung. Als Bezirksarchäologin befasst sie sich aber mit allen archäologischen und denkmalpflegerischen Themenbereichen in ihrem Zuständigkeitsbereich und ist hier auch in der Öffentlichkeitsarbeit aktiv.

## Publikationen (Auswahl)
- mit Ulrich Reuling und Elmar Brohl: Burg Weissenstein bei Marburg-Wehrda (= Marburger Stadtschriften zur Geschichte und Kultur. Band 49). Rathaus-Verlag, Marburg 1994, ISBN 3-923820-49-6.
- mit Niklot Klüßendorf und Wolfgang Korn: Der Münzschatz vom alten Kirchhof in Lohra, Kr. Marburg-Biedenkopf. Wetterauer Brakteaten aus dem späten 13. Jahrhundert (Archäologische Denkmäler in Hessen. Heft 159), Landesamt für Denkmalpflege Hessen / Archäologische Gesellschaft in Hessen, Wiesbaden 2003, ISBN 3-89822-159-8.
- Das Kanonissenstift in Wetter, Kr. Marburg-Biedenkopf. Die Ausgrabungen im ehemaligen Stiftsgelände auf dem Klosterberg. In: Fundberichte aus Hessen 39/40, 2005, Seiten 71–248.
- mit Anke Müller: Die urnenfelder- und hallstattzeitliche Siedlung „Kanal I“ und das frühhallstattzeitliche Gräberfeld „Am Urnenfeld“ von Kelheim (= Archäologie am Main-Donau-Kanal. Band 12). Leidorf, Espelkamp 2007, ISBN 978-3-924734-74-9.
- Archäologie an der Elisabethkirche. Führungsheft zu den Ausgrabungen 2006 – 2009 und 2011/12 im Bereich der Deutschordensniederlassung in Marburg, Landkreis Marburg-Biedenkopf (Archäologische Denkmäler in Hessen. Heft 175), Landesamt für Denkmalpflege Hessen / Archäologische Gesellschaft in Hessen, Wiesbaden 2014, ISBN 978-3-89822-175-7.
- Die Burg Weißenstein bei Marburg-Wehrda. Führungsheft zu einer Höhenburg des 9. – 11. Jahrhunderts in Sichtweite des Marburger Landgrafenschlosses, Landkreis Marburg-Biedenkopf (Archäologische Denkmäler in Hessen. Heft 178), Landesamt für Denkmalpflege Hessen / Archäologische Gesellschaft in Hessen, Wiesbaden 2015, ISBN 978-3-89822-178-8.
- mit Esther Lehnemann und Ralf Urz: Die latènezeitliche Brücke mit Siedlung bei Kirchhain-Niederwald, Landkreis Marburg-Biedenkopf. Interdisziplinäre Forschungen zur eisenzeitlichen Siedlungslandschaft des Amöneburger Beckens (= Materialien zur Vor- und Frühgeschichte von Hessen. Band 31), 2 Bände. Landesamt für Denkmalpflege Hessen, Wiesbaden 2021, ISBN 978-3-7749-4309-4.
- Das Marburger Landgrafenschloss im Spiegel der Archäologie. Führungsheft zu den Ergebnissen der archäologischen Untersuchungen im Kernbereich der Burganlage in Marburg, Landkreis Marburg-Biedenkopf. Heft 179, hessenARCHÄOLOGIE, Wiesbaden 2021, ISBN 978-3-89822-179-5.